# Portsmouth

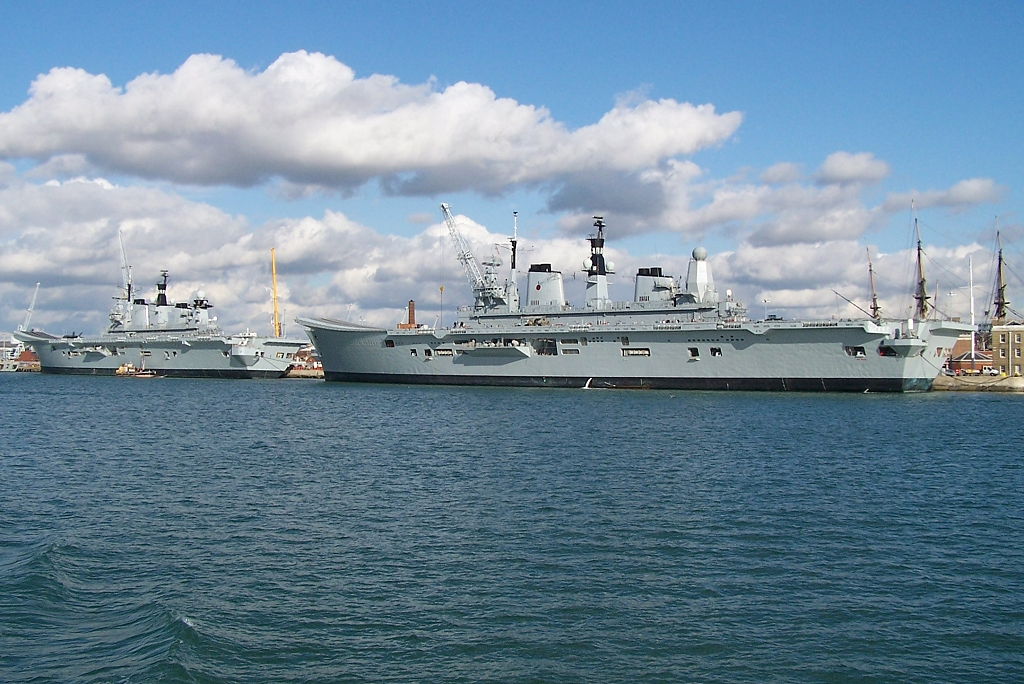

Portsmouth este un oraș și o Autoritate Unitară în regiunea South East England. Este situat pe coasta de sud a Marii Britanii și este unul dintre cele mai importante porturi ale Regatului Unit, fiind un important port militar. Pe lângă orașul propriu-zis Portsmouth, districtul unitar este format și din localitatea Southsea.Mai este si un oraș port în județul ceremonial al Hampshire, pe coasta de sud a Angliei. Situat în principal, pe Portsea Island, 70 mile (110 km) sud-vest a Londrei și 19 mile (31 km) sud-est de Southampton, este Regatul Unit numai în oraș insulă. Ea are o populație de 205,400, și este singurul oraș din Insulele Britanice, cu o densitate a populației mai mare decât la Londra. Face oraș parte din zona construita de Sud Hampshire, care acoperă, de asemenea, Southampton și orașele Havant, Waterlooville, Eastleigh, Fareham, și Gosport.
Istoria orașului poate fi urmărită în epoca romană. Un port naval semnificativ timp de secole, Portsmouth are cel mai vechi doc uscat din lume și a fost prima linie de apărare a Angliei în timpul invaziei franceze din 1545. Pentru apărare Forturile Palmerston au fost construite în 1859, în anticiparea unei alte invazii din Europa continentală. Până la începutul secolului al 19-lea, Portsmouth a fost orașul cel mai puternic fortificat din lume, și a fost considerat "cel mai mare port naval din lume" la apogeul Imperiului Britanic de-a lungul Pax Britannica. Prima linie de producție în masă din lume a fost înființată în oraș, făcându-l site-ul cel mai industrializat din lume. În timpul celui de-al doilea război mondial, orașul a fost un punct de îmbarcare pivot pentru debarcările D-Day și a fost bombardat pe larg în Portsmouth Blitz, ceea ce a dus la moartea a 930 de persoane. În 1982, orașul a găzduit ansamblul forțelor de atac în războiul din Insulele Falkland. Her Majesty's Yacht Britannia a părăsit orașul pentru a supraveghea transferul de la Hong Kong în 1997, care a marcat pentru mulți sfârșitul imperiului.
Portsmouth este unul dintre cele mai cunoscute porturi din lume. HMNB Portsmouth este cel mai mare șantier naval pentru Royal Navy și este casa a două treimi din flota de suprafață din Marea Britanie. Orașul este casa unor nave celebre, printre care HMS Warrior, Tudor caracă Mary Rose și emblematice Horatio Nelson, HMS Victory (cea mai veche navă navală din lume încă în comisie). Fosta HMS Vernon stabilirea țărm naval a fost reproiectată ca un parc de retail cunoscut sub numele de Gunwharf Quays. Portsmouth este printre puținele orașe britanice cu două catedrale: Catedrala anglicană St Thomas și Catedrala Romano-Catolică Sf Ioan Evanghelistul. Malul mării și Portsmouth Harbour sunt dominate de Turnul Spinnaker, una dintre cele mai înalte structuri din Regatul Unit la 560 de picioare (170 m). Southsea în apropiere este o stațiune de pe litoral, cu un parc de distracții dig și castel medieval.
Portsmouth F.C. este profesionist club de asociere de fotbal a orașului și să joace jocurile lor de origine, la Fratton Park. Orașul are mai multe stații de cale ferată, care se conectează la magistrala Londra Waterloo, printre alte linii din sudul Angliei. Portsmouth Portul International este o navă de croazieră și feribot port comercial pentru destinații internaționale. Portul este al doilea cel mai aglomerat din Regatul Unit după Dover, manipulare de aproximativ trei milioane de pasageri pe an. Orașul a avut odinioară propriul aeroport, Aeroportul Portsmouth, până la închiderea sa în 1973. Universitatea din Portsmouth enrols 23.000 elevi și este cotat printre cele mai bune universități moderne din lume.

## Personalități născute aici
- Charles Dickens (1812 - 1870), romancier;
- Isambard Kingdom Brunel (1806 - 1859), om de știință, inginer specializat în inginerie civilă și navală, care a proiectat numeroase căi ferate;
- A.V. Bramble (1887 - 1963), actor.

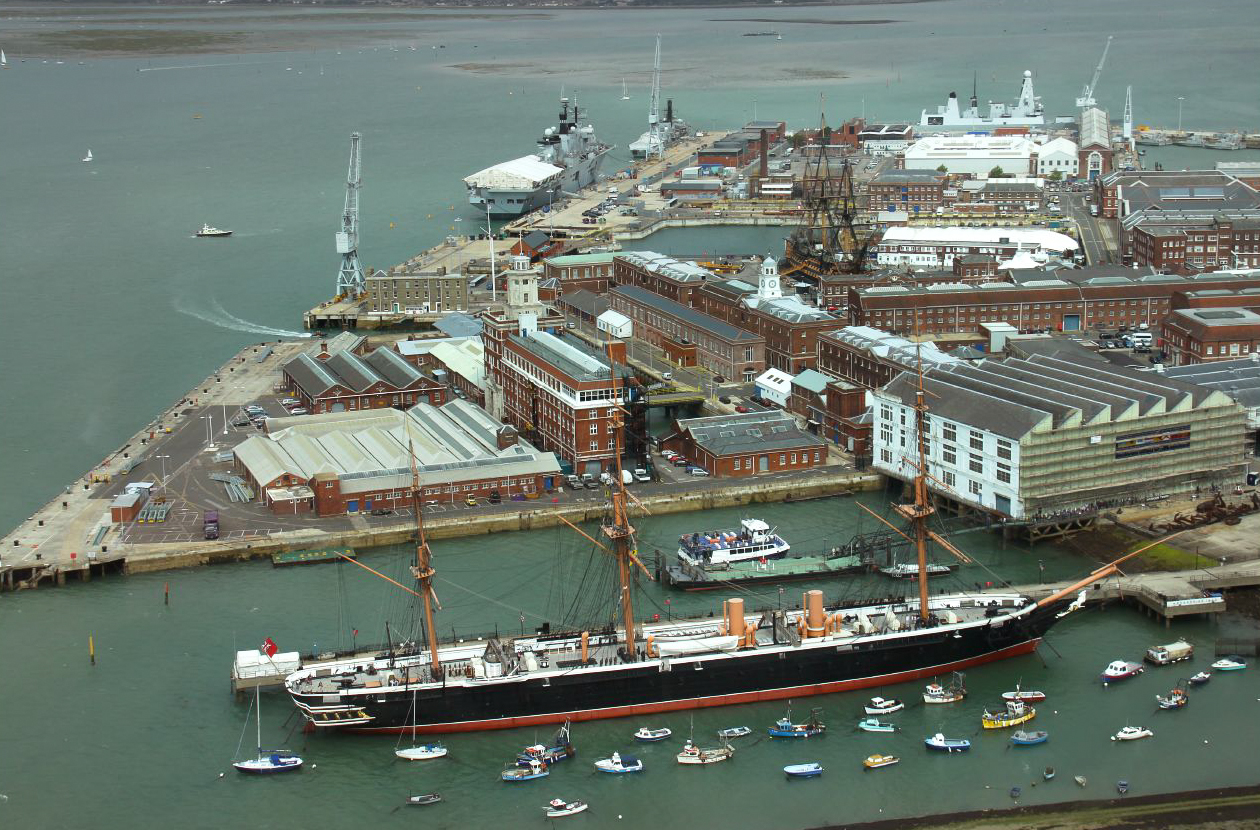